# Donje Luge
Donje Luge este un oraș din comuna Berane, Muntenegru. Conform datelor de la recensământul din 2003, orașul are 1861 de locuitori (la recensământul din 1991 erau 2012 de locuitori).

## Demografie
În orașul Donje Luge locuiesc 1353 de persoane adulte, iar vârsta medie a populației este de 33,5 de ani (32,3 la bărbați și 34,7 la femei). În localitate sunt 508 de gospodării, iar numărul mediu de membri în gospodărie este de 3,66.
Populația localității este foarte eterogenă.
|  |

| Demografie | Demografie | Demografie |
| An         | Locuitori  | Locuitori  |
| ---------- | ---------- | ---------- |
|            |            |            |
|            |            |            |
|            |            |            |
|            |            |            |
| 1948       | 295        |            |
| 1953       | 344        |            |
| 1961       | 638        |            |
| 1971       | 1335       |            |
| 1981       | 1978       |            |
| 1991       | 2012       | 1954       |
| 2003       | 2011       | 1861       |

| \| Componența etnică conform recensământului din 2003[2] \| Componența etnică conform recensământului din 2003[2] \| Componența etnică conform recensământului din 2003[2] \| Componența etnică conform recensământului din 2003[2] \| Componența etnică conform recensământului din 2003[2] \| \| ----------------------------------------------------- \| ----------------------------------------------------- \| ----------------------------------------------------- \| ----------------------------------------------------- \| ----------------------------------------------------- \| \| \| \| \| \| \| \| Sârbi \| Sârbi \| \| 1059 \| 56,9% \| \| Muntenegreni \| Muntenegreni \| \| 452 \| 24,28% \| \| Bosniaci \| Bosniaci \| \| 141 \| 7,57% \| \| Musulmani \| Musulmani \| \| 117 \| 6,28% \| \| Macedoneni \| Macedoneni \| \| 3 \| 0,16% \| \| Albanezi \| Albanezi \| \| 3 \| 0,16% \| \| necunoscută \| necunoscută \| \| 12 \| 0,64% \| |              |  |      |        |
| Componența etnică conform recensământului din 2003 |              |  |      |        |
| |              |  |      |        |
| Sârbi | Sârbi        |  | 1059 | 56,9%  |
| Muntenegreni | Muntenegreni |  | 452  | 24,28% |
| Bosniaci | Bosniaci     |  | 141  | 7,57%  |
| Musulmani | Musulmani    |  | 117  | 6,28%  |
| Macedoneni | Macedoneni   |  | 3    | 0,16%  |
| Albanezi | Albanezi     |  | 3    | 0,16%  |
| necunoscută | necunoscută  |  | 12   | 0,64%  |